# 皮圖紹克河
皮圖紹克河（烏克蘭語：Пітушок），是烏克蘭的河流，位於該國西北部，屬於西布格河的右支流，發源自莫西爾以東，流經沃倫州，河道全長19公里，流域面積85平方公里。